# Březová (ort i Tjeckien, Zlín, Okres Uherské Hradiště)
Březová är en ort i Tjeckien.   Den ligger i distriktet Okres Uherské Hradiště och regionen Zlín, i den östra delen av landet, 270 km sydost om huvudstaden Prag. Březová ligger 416 meter över havet och antalet invånare är 1 109.
Terrängen runt Březová är lite kuperad. Runt Březová är det ganska tätbefolkat, med 60 invånare per kvadratkilometer. Närmaste större samhälle är Uherský Brod, 13,0 km nordväst om Březová. I omgivningarna runt Březová växer i huvudsak blandskog.